# 트리폴리 시립경기장
트리폴리 시립경기장(아랍어: الملعب البلدي طرابلس, 영어: Tripoli Municipal Stadium)은 레바논 트리폴리에 있는 10,000명을 수용할 수 있는 다목적 경기장이다.